# Babyvoeding

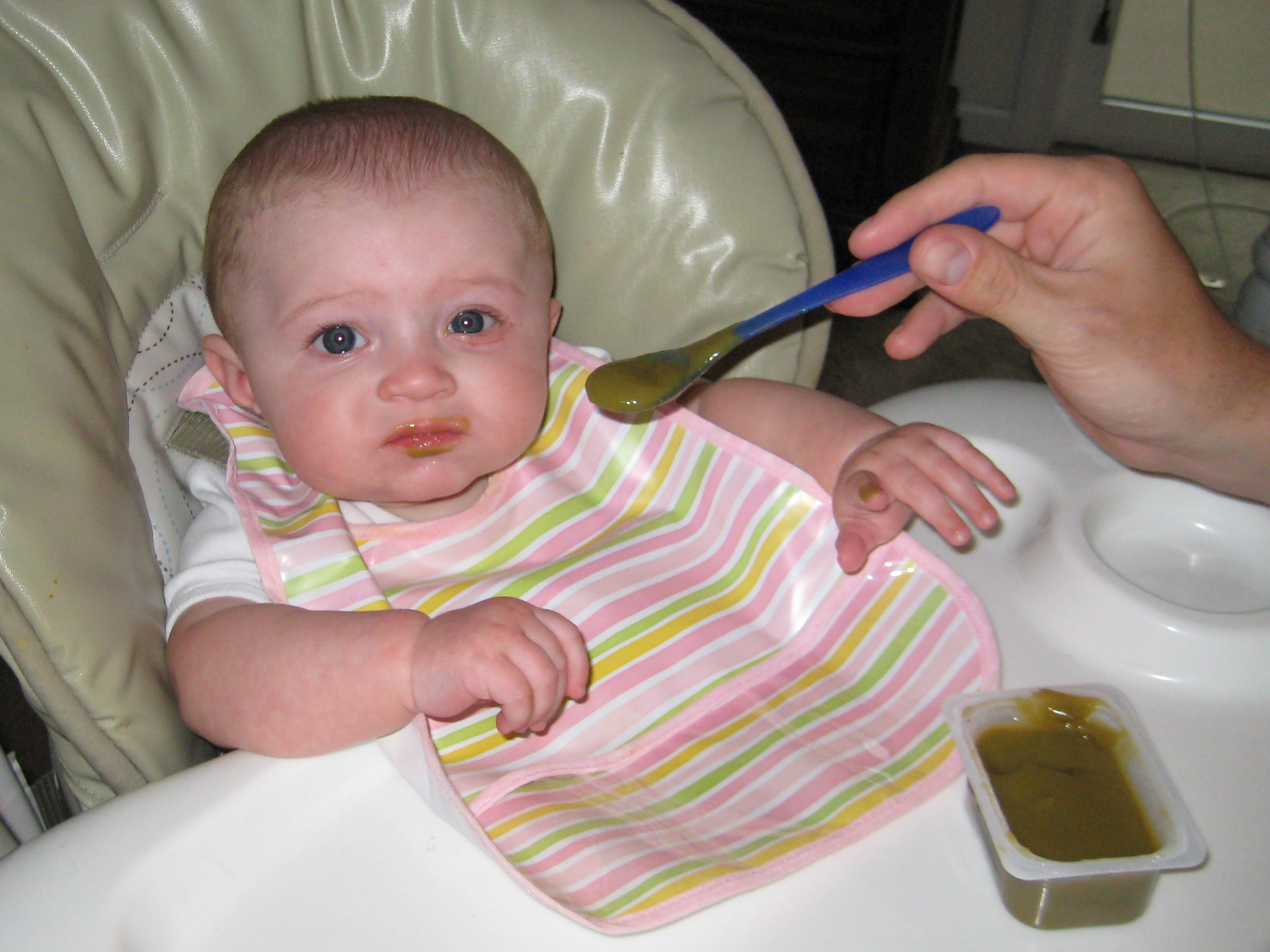
Baby eet babyvoeding

Babyvoeding is specifieke voeding voor baby's, kinderen in de leeftijd tot één jaar.
In Nederland bewaakt de Stichting Babyvoeding de naleving en implementatie van de WHO-code omtrent de voeding voor baby's.
Bij voeding voor baby's wordt vaak een onderscheid gemaakt in baby's van:
- 0 - 6 maanden (ook wel: zuigelingen), en
- 6 - 12 maanden.

Veel fabrikanten van babyvoeding, of instellingen en personen die anders met baby's te doen hebben, maken een nog specifieker onderscheid in baby's: van 0 tot 3 maanden, van 3 tot 6 maanden, van 6 tot 9 maanden en van 9 maanden tot één jaar. Dit onderscheid wordt gemaakt, omdat er een specifieke fysiologische behoefte bestaat per leeftijdscategorie.

## De voeding van zuigelingen (0 - 6 maanden)
De voeding van zuigelingen bestaat uit: 
- Borstvoeding
- Flesvoeding
  - Afgekolfde moedermelk van de eigen moeder
  - Afgekolfde moedermelk van een donormoeder (donormelk)
  - Kunstmatige zuigelingenvoeding
    - Zelfbereide voeding
    - Fabrieksmatig bereide kunstmatige zuigelingenvoeding 
      - Standaard kunstmatige zuigelingenvoeding (zg. 'volledige zuigelingenvoeding')
      - Speciale zuigelingenvoeding
        - voeding voor baby's die veel braken
        - voeding voor baby's met darmkramp
        - voeding voor baby's met een voedselallergie of een verhoogde kans daarop
          - preventieve hypo-allergene kunstmatige zuigelingenvoeding (partieel gehydroliseerd)
          - volledige gehydroliseerde kunstmatige zuigelingenvoeding

      - Sojagebaseerde zuigelingenvoeding - aangezien soja zelf ook vrij allergeen is, kan sojagebaseerde kunstmatige zuigelingenvoeding niet gezien worden als een geschikt alternatief bij (aanleg voor) allergie.
- Eventuele Bijvoeding

Flesvoeding wordt gegeven als het om wat voor reden dan ook, onmogelijk is de zuigeling direct bij de moeder te laten drinken. Bij voorkeur bevat de fles moedermelk. Eerste keuze hierbij is afgekolfde melk van de moeder zelf. Is dit niet mogelijk, dan is donormelk een mogelijk alternatief. Bij donormelk die niet verkregen werd via een medische donormelkbank loopt men het risico van overdracht van ziektekiemen als hepatitis B en C, HIV en CMV, en op contaminatie met eventuele medicijnen die de donor heeft ingenomen. Bovendien is er bij donormelk die via internetbanken verkregen werd weinig garantie op veilige bewaring en verzending van de melk. De samenstelling van kunstmatige zuigelingenvoeding wordt streng gereguleerd. Ze bevat alle nodige vitaminen en micronutrienten en behoeft geen aanvullende supplementen. Kunstmatige zuigelingenvoeding wordt bereid door een poeder aan te lengen met water. Vroeger werd gewone koemelk aangelengd met water, maar dit voldoet niet aan de voedingsbehoefte van de zuigeling en wordt daardoor niet aanbevolen. Kunstmatige 'volledige zuigelingenvoeding' bevat alle voedingsstoffen en verdient de voorkeur boven eerdergenoemde zelfbereide koemelk/watermengsels. Aangezuurde volledige zuigelingenvoeding is een afgeleide van aangezuurde koemelk en sojagebaseerde zuigelingenvoeding bevat geen melkeiwit, maar soja-eiwit. In de fabrieksmatig bereide volledige zuigelingenvoeding wordt een beter alternatief gevonden dan in de zelfbereide flesvoeding.
Borstvoeding verdient de voorkeur voor zuigelingen. Voor flesvoeding voor zuigelingen tot zes maanden mag geen reclame worden gemaakt.

## Voeding van baby's (6 - 12 maanden)
Na de leeftijd van zes maanden kan men geleidelijk vaste voeding introduceren. Bij baby's die borstvoeding krijgen, kan men hiermee na de leeftijd van zes maanden gewoon doorgaan; de WHO Wereldgezondheidsorganisatie adviseert om in elk geval tot twee jaar borstvoeding te geven. Opvolgmelk is voor baby's die borstvoeding krijgen niet nodig (de moedermelk verandert met de groei van de baby van samenstelling). Voor baby's die kunstvoeding krijgen, kan men wel overstappen op opvolgmelk. Bij de overgang naar meer vaste voeding wordt gebruik gemaakt van geprakte groenten en fruit, het bekende fruithapje, eventueel aangelengd met water of zuivel. 